# Filago aegaea
Filago aegaea ist eine Pflanzenart aus der Gattung der Filzkräuter (Filago) in der Familie der Korbblütler (Asteraceae).

## Merkmale
Filago aegaea ist ein einjähriger Schaft-Therophyt, der Wuchshöhen von 1 bis 6 Zentimetern erreicht. Die Hüllblätter sind derb. Die mittleren Hüllblätter sind bis zum Rand filzig und zur Fruchtzeit nach innen hin quer eingebogen.
Die Blütezeit reicht von März bis Juni.

## Vorkommen
Filago aegaea kommt im nordöstlichen Mittelmeerraum vor, in Griechenland, Kreta, Zypern und auf Inseln in der Ägäis.

## Systematik
Von Filago aegaea werden 2 Unterarten unterschieden:
- Filago aegaea subsp. aegaea: Der Hauptstängel fehlt beinahe oder ganz, wodurch das mittlere Köpfchen sitzt. Die Blätter sind spatelig bis fast kreisförmig. Die Hüllblätter sind entweder spitz oder besitzen eine mit 0,5 Millimeter Länge winzig Granne. Die Unterart kommt in der Kardägäis vor, in Griechenland, Kreta und auf Inseln in der Ägäis.[2] Sie wächst in küstennaher Phrygana auf Lehm, Sand und Schutt.

- Filago aegaea subsp. aristata Wagenitz: Meist ist ein deutlicher Hauptstängel vorhanden. Die Blätter sind verkehrteiförmig bis spatelförmig. Die Hüllblätter laufen in eine Granne aus, welche deutlich erkennbar und 0,5 bis 1 Millimeter lang ist. Die Unterart kommt im nordöstlichen Mittelmeerraum vor, in Griechenland, Kreta, auf Inseln in der Ägäis und in Zypern.[2] Sie wächst in Phrygana auf Lehm und Sand.

## Belege
1. 1 2 3 4 5  Ralf Jahn, Peter Schönfelder: Exkursionsflora für Kreta. Mit Beiträgen von Alfred Mayer und Martin Scheuerer. Eugen Ulmer, Stuttgart (Hohenheim) 1995, ISBN 3-8001-3478-0, S. 307–308.
2. 1 2 3  Werner Greuter (2006+): Compositae (pro parte majore). – In: W. Greuter & E. von Raab-Straube (Hrsg.): Compositae. Euro+Med Plantbase - the information resource for Euro-Mediterranean plant diversity.
Datenblatt Filago aegaea In: Euro+Med Plantbase - the information resource for Euro-Mediterranean plant diversity.